# Mistrovství Evropy v zápasu ve volném stylu 1997
Mistrovství Evropy v zápasu ve volném stylu mužů a žen proběhl v Varšavě Polsko).

## Muži
| Kategorie | Zlato                 | Stříbro           | Bronz             |
| --------- | --------------------- | ----------------- | ----------------- |
| 54 kg     | Oleksandr Zacharuk    | Namig Abdullajev  | Mevlana Kulaç     |
| 58 kg     | Davit Pogosijani      | Tadeusz Kowalski  | Murad Umachanov   |
| 63 kg     | Magomed Azizov        | Elbrus Tedejev    | Serafim Barzakov  |
| 69 kg     | Arajik Gevorgjan      | Yüksel Şanlı      | Zaza Zozirovi     |
| 76 kg     | Buvajsar Sajtijev     | Alexander Leipold | Kamil Kocaoğlu    |
| 85 kg     | Chadžimurad Magomedov | Nicolae Ghiță     | Davit Bičinašvili |
| 97 kg     | Eldar Kurtanydze      | Marek Garmulewicz | Aravat Sabejev    |
| 125 kg    | David Musulbes        | Alexei Medvedev   | Sven Thiele       |

## Ženy
| Kategorie | Zlato                  | Stříbro             | Bronz               |
| --------- | ---------------------- | ------------------- | ------------------- |
| 46 kg     | Farah Touchi           | Mette Barlie        | Lidiya Karamchakova |
| 51 kg     | Yelena Yegoshina       | Tanja Sauter        | Angélique Berthenet |
| 56 kg     | Anna Gomisová          | Lene Aanes          | Sara Erikssonová    |
| 62 kg     | Nikola Hartmann-Dünser | Natalia Vinogradova | Lise Legrand        |
| 68 kg     | Anna Udycz             | Nina Englich        | Nina Strasser       |
| 75 kg     | Monika Kowalska        | Tetiana Komarnytska | Anna Shamova        |